# 格雷丝·钱达
格雷丝·钱达（英語：Grace Chanda；1997年6月11日—），赞比亚女子足球运动员，司职中场，目前效力于奥兰多荣耀和赞比亚国家女子足球队。她曾代表赞比亚参加2020年和2024年夏季奥林匹克运动会女子足球比赛。